# Hołowacze (rejon brasławski)
Hołowacze – dawna kolonia. Tereny, na których była położona, leżą obecnie na Białorusi, w obwodzie witebskim, w rejonie brasławskim, w sielsowiecie Widze.

## Historia
W czasach zaborów ówczesny folwark leżała w granicach Imperium Rosyjskiego.
W latach 1921–1945 kolonia leżał w Polsce, w województwie nowogródzkim (od 1926 w województwie wileńskim), w powiecie brasławskim, w gminie Opsa.
Według Powszechnego Spisu Ludności z 1921 roku zamieszkiwały tu 73 osoby, wszystkie były wyznania rzymskokatolickiego i zadeklarowali polską przynależność narodową. Było tu 9 budynków mieszkalnych. W 1931 w 9 domach zamieszkiwały 73 osoby.
Miejscowość należała do parafii rzymskokatolickiej w Pelikanach. Podlegała pod Sąd Grodzki w Opsie i Okręgowy w Wilnie; właściwy urząd pocztowy mieścił się w Opsie.